# Cantón de Ouzom, Gave y Orillas del Neez
El cantón de  Ouzom, Gave y Orillas del Neez  (cantón n.º 17,  Ouzom, Gave et Rives du Neez  en francés) es una división administrativa francesa del departamento de los Pirineos Atlánticos creado por Decreto n.º 2014-148, artículo 18.º, del 25 de febrero de 2014 y que entró en vigor el 22 de marzo de 2015, con las primeras elecciones departamentales posteriores a la publicación de dicho decreto.

## Historia
Con la aplicación de dicho Decreto, los cantones de Pirineos Atlánticos pasaron de 52 a 27.
El cantón está formado por las diez comunas del antiguo cantón de Nay-Oeste, tres de las seis comunas del cantón de Pau-Oeste, tres de las seis comunas del cantón de Pau-Sur y dos de las seis comunas del cantón de Jurançon.
La capital (Bureau centralisateur) está en Nay.

## Composición
El cantón de Ouzom, Gave y Orillas del Neez comprende las dieciocho comunas siguientes:
| Comunas               | Código INSEE | Superficie (km²) | Población (2012) | Densidad (hab/km²) | Distrito | Cantón anterior |
| --------------------- | ------------ | ---------------- | ---------------- | ------------------ | -------- | --------------- |
| Aressy                | 64041        | 2,15             | 638              | 297                | Pau      | Pau-Sur         |
| Arros-de-Nay          | 64054        | 13,47            | 829              | 62                 | Pau      | Nay-Oeste       |
| Arthez-d'Asson        | 64058        | 7,32             | 511              | 70                 | Pau      | Nay-Oeste       |
| Assat                 | 64067        | 9,47             | 1776             | 188                | Pau      | Pau-Sur         |
| Asson                 | 64068        | 83,02            | 2042             | 25                 | Pau      | Nay-Oeste       |
| Baliros               | 64091        | 3,64             | 386              | 106                | Pau      | Nay-Oeste       |
| Bosdarros             | 64139        | 24,77            | 1023             | 41                 | Pau      | Jurançon        |
| Bourdettes            | 64145        | 2,24             | 477              | 213                | Pau      | Nay-Oeste       |
| Bruges-Capbis-Mifaget | 64148        | 16,55            | 950              | 57                 | Pau      | Nay-Oeste       |
| Gan                   | 64230        | 39,62            | 5517             | 139                | Pau      | Jurançon        |
| Haut-de-Bosdarros     | 64257        | 12,31            | 307              | 25                 | Pau      | Nay-Oeste       |
| Meillon               | 64376        | 7,08             | 883              | 125                | Pau      | Pau-Sur         |
| Narcastet             | 64413        | 4,56             | 645              | 141                | Pau      | Pau-Oeste       |
| Nay                   | 64417        | 5,27             | 3209             | 609                | Pau      | Nay-Oeste       |
| Pardies-Piétat        | 64444        | 7,47             | 439              | 59                 | Pau      | Nay-Oeste       |
| Rontignon             | 64467        | 7,06             | 779              | 110                | Pau      | Pau-Oeste       |
| Saint-Abit            | 64469        | 4,22             | 349              | 83                 | Pau      | Nay-Oeste       |
| Uzos                  | 64550        | 3,52             | 719              | 204                | Pau      | Pau-Oeste       |

En 2012, la población total del nuevo cantón era de 21479 habitantes.